# Йозеф Гольцер
Йозеф (Зеп) Гольцер (нар. 24 липня 1942, Рамінгштайн, Князівство Зальцбурґ, Австрія) — фермер, письменник і міжнародний консультант з природного землеробства.

## Життєпис
Походить з родини фермерів.
У 1962 він прийняв гірську ферму своїх батьків. Зазнавши невдачі з ортодоксальними методами сільського господарства, він почав вести екологічне сільське господарство (пермакультура) у своєму маєтку Краметерхоф в Австрійських Альпах, яке розташовується на великій висоті в горах (1100-1500 метрів над рівнем моря).
Його називають «бунтівним фермером», тому що він упирався у своїх методах, незважаючи на те, що був оштрафований і навіть перебував під загрозою в'язниці за його технології, такі як невиконання підрізання своїх плодових дерев (непідрізані плодові дерева витримують навантаження від снігу, від яких ламаються підрізані дерева). Він також створив деякі з найкращих світових зразків використання водойм як відбивачів для збільшення коефіцієнта пасивного сонячного нагріву, а також використання мікроклімату, створеного оголенням гірських порід, щоби розширити зону сприятливості для сусідніх рослин. Він також виконав різні ужиткові дослідження.
Зепп Хольцер в даний час проводить семінари з пермакультури («Пермакультура Хольцера») і в своєму маєтку Краметерхоф і у всьому світі, продовжуючи працювати на своїй альпійській фермі. Його розширена ферма тепер охоплює більш ніж 45 гектарів садів, включаючи 70 водойм, і, можливо, є найпослідовнішим прикладом застосування принципів пермакультури в усьому світі.

## Фільми
- Permaculture Now! - Desert or Paradise? (2013)[4][5]
- Sepp Holzer's Permaculture: 3 Films About Permaculture Farming (2015)[6][7][8]